# Kvartersnamn i Norrköping
Kvartersnamn i Norrköping går tillbaka till kvartersindelningen i samband med de första stadsplaneringarna i staden på 1640-talet. På kartor som ritades 1728–1729 av lantmätaren Sven Ryding nämns stadens kvartersnamn för första gången. Staden var under denna tid indelad i fyra stadsdelar.

## Historik
På kartor som ritades 1728–1729 av lantmätaren Sven Ryding nämns stadens kvartersnamn för första gången. Staden var under denna tid indelad i fyra stadsdelar. På 1860-talet och 1870–talet utvidgades Norrköping och fick samtidigt fler nya kvarter.

## Stadsdelar

### Strandkvarteret
1. Kvarteret Rådstugan bildades 1728 och har fått sitt namn ett rådstugan.[1]
2. Kvarteret Tyska Kyrkan.
3. Kvarteret Varvet bildades 1728 och har fått sitt namn efter skeppsvarvet som låg där. 1957 bildades kvarteren Komedien och Tullnären som en utbrytning ur Varvet.[1]
4. Kvarteret Bron bildades 1728 och har fått sitt namn efter närheten till Nya bron.[1]
5. Kvarteret Torget bildades 1728 och har fått sitt namn efter Tyska torget.[1]
6. Kvarteret Storgatan bildades 1728.[1]
7. Kvarteret Gåsen.
8. Kvarteret Duvan bildades 1728 och har fått sitt namn efter fågeln duva.[1]
9. Kvarteret Tullhuset bildades 1728.[1]
10. Kvarteret Kronan bildades 1728 och har fått sitt namn efter kronan i riksregalierna.[1]
11. Kvarteret Vågskålen bildades 1728 och har fått sitt namn efter vågmästaren Daniel Grönlund (1676–1736).[1]
12. Kvarteret Knäppingsborg bildades 1728 och har fått sitt namn efter bergspartiet Knäppingsborg vid Strömmen.[1]
13. Kvarteret Nya strömmen.
14. Kvarteret Markattan bildades 1728 och har fått sitt namn efter apan markatta.[1]
15. Kvarteret Gamla Rådstugan bildades 1728 och har fått sitt namn efter att stadens äldsta rådhus låg där.[1]
16. Kvarteret Gripen bildades 1728 och har fått sitt namn efter gripen i Östergötlands landskapsvapen.[1]
17. Kvarteret Korpen.
18. Kvarteret Storkyrkan bildades 1728 och har fått sitt namn efter Sankt Olai kyrka som kallades storkyrkan. Ur kvarteret utbröt 1879 Kvarteret S:t Olai kyrka.[1]
19. Kvarteret Pelikanen bildades 1728 under namnet kvarteret Pelikan. Kvarteren bytte 1990 namn till kvarteret Pelikanen. Den har fått sin namn efter hospitalet, då pelikanen inom kristendomen symboliserar kärlek.[1]
20. Kvarteret Lokatten bildades 1728 och har fått sitt namn efter kattdjuret lokatt.[1]
21. Kvarteret Rosen bildades 1728.[1]
22. Kvarteret Väktaren bildades 1728.[1]
23. Kvarteret Elden.
24. Kvarteret Vattnet.
25. Kvarteret Trädgården.
26. Kvarteret Svärdet bildades 1728 och har fått sitt namn efter svärdet i riksregalierna.[1]
27. Kvarteret Äpplet bildades 1728 och har fått sitt namn efter äpplet i riksregalierna.[1]
28. Kvarteret Skeppet.
29. Kvarteret Eken.
30. Kvarteret Smedjan bildades 1728 och har fått sitt namn efter de smeder som arbetade på kvarteret.[1]
31. Kvarteret Tunnan.
32. Kvarteret Grundvärket.
33. Kvarteret Huken.
34. Kvarteret Djäkneberget.
35. Kvarteret Hatten.
36. Kvarteret Flaggan.
37. Kvarteret Bakugnen.
38. Kvarteret Ruddammen.
39. Kvarteret Vattenkonsten.
40. Kvarteret Rustkammaren.
41. Kvarteret Lübeck.
42. Kvarteret Danzig.
43. Kvarteret Printzen.
44. Kvarteret Tornet.
45. Kvarteret Järnstången.
46. Kvarteret Amsterdam.
47. Kvarteret London.
48. Kvarteret Triangeln.
49. Kvarteret Rom.
50. Kvarteret Lissabon.

### Dalskvarteret
1. Kvarteret Paraden bildades 1728.[1]
2. Kvarteret Konstantinopel bildades 1728.[1]
3. Kvarteret Höjden bildades 1728 och har fått sitt namn efter grannkvarteret Djupet.[1]
4. Kvarteret Djupet bildades 1728 och har fått sitt namn efter grannkvarteret Höjden.[1]
5. Kvarteret Diket bildades 1728 och har fått sitt namn efter det dike som nämns i kung Albrekt av Mecklenburg privilegiebrev 1384. Diket var synligt i staden fram till början av 1900–talet och gick igenom kvarteret.[1]
6. Kvarteret Hjorten.
7. Kvarteret Sprutan bildades 1728 och har fått sitt namn efter ett brandredskapshus på kvarteret.[1]
8. Kvarteret Spiran bildades 1728 och har fått sitt namn efter spiran i riksregalierna.[1]
9. Kvarteret Landskyrkan bildades 1728 och har fått sitt namn efter landsförsamlings kyrka Sankt Johannes kyrka.[1]
10. Kvarteret Johannes bildades 1728 under namnet Kvarteret Sankt Johannes. Kvarteren bytte 1990 namn till Kvarteret Johannes. Det har fått sin namn efter Sankt Johannes församling.[1]
11. Kvarteret Linden bildades 1728 och ägdes då av handelsmannen Lars Lindahl.[1]
12. Kvarteret Tulpanen bildades 1728 kvarteret Tulpan. Kvarteren bytte 1990 namn till kvarteret Tulpanen. Kvarteret bestod 1728 till hälften av två trädgårdstomter.[1]
13. Kvarteret Liljan bildades 1728.[1]
14. Kvarteret Spinnrocken bildades 1728.[1]
15. Kvarteret Lyckan bildades 1728.[1]
16. Kvarteret Ankarstocken bildades 1728 och har fått sitt namn av stockmakaren Johan Dreyer (stockankare) eller bagaren Anders Frömans änka (ankarstock), som ägde tomter på kvarteret.[1]
17. Kvarteret Sumpen.
18. Kvarteret Kannan.
19. Kvarteret Stopet.

### Gamla stans kvarter
- Kvarteret Gåsen bildades 1728 och har fått sitt namn efter fågeln gås.[1]
- Kvarteret Korpen bildades 1728 och har fått sitt namn efter fågeln korp.[1]
- Kvarteret Almen bildades 1876 och har fått sitt namn efter trädet alm.[1]
- Kvarteret Aspen bildades 1876 och har fått sitt namn efter trädet asp.[1]
- Kvarteret Blomman bildades 1876 och har fått sitt namn efter växten blomma.[1]
- Kvarteret Sippan bildades 1876 och har fått sitt namn efter växtsläktet sippsläktet.[1]
- Kvarteret Hörnet bildades 1876 och har fått sitt namn från att Södra Promenaden och Västra Promenadens mötesplats bildade ett hörn på kvarteret.[1]
- Kvarteret Hedvigs Kyrka bildades 1877 och har fått sitt namn efter Hedvigs kyrka.[1]
- Kvarteret S:t Olai Kyrka bildades 1879 då kvarteret bröt sig ur kvarteret Storkyrkan och har fått sitt namn efter Sankt Olai kyrka.[1]
- Kvarteret Komedien ( kallas även kvarteret Komedihuset) bildades 1957 genom en utbrytning ur kvarteret Varvet. Den har fått sitt namn efter Norrköpings första teater komediehuset.[1]
- Kvarteret Stadsvakten bildades 1957 ur kvarteret Rådstugan.[1]
- Kvarteret Tullnären bildades 1957 ur kvarteret Varven. Kvarteret har fått sitt namn efter titeln tullnär.[1]